# آشور دان الثالث
آشور دان الثالث ملك أشور للفترة من 772 ق.م حتى 755 ق.م.
وهو ابن الملك أداد نيراري الثالث، خلف شقيقه شلمنصر الرابع في الحكم سنة 773 ق.م، وكان حكم آشور دان الثالث في مرحلة صعبة للملكية الآشورية. والقيادة كان محدودة للغاية بسبب تأثير الشخصيات النافذة في الدولة الآشورية، وبخاصة شمشي إلو الذي كان القائد العام للقوات المسلحة للجيش الآشوري (تورتانو) في ذلك الوقت، حيث قلص من صلاحيات الملك وأصبح دوره هامشياً للغاية.
ووفقاً لسجلات الليمو، ففي سنة 765 ق.م تفشى مرض الطاعون في الدولة الآشورية، وفي السنة التالية لم يتمكن الملك الآشوري من القيام بحملته العسكرية (حيث كان من المعتاد للملك الآشوري القيام بحملة عسكرية في كل عام) وهذا ما يعتبر مؤشرا على الصعوبات السياسية الداخلية. في سنة 763 ق.م اندلع تمرد داخل الدولة استمر مدة أربع سنوات ولم ينتهي إلا عندما ضرب الأرض طاعوناً آخر سنة 759 ق.م.
لقد كان عهد آشور دان الثالث وعهود ملوك الآشوريين السابقين له قد شهد حوادث فلكية مرتبطة بكسوف الشمس تم توثيقها بدقة في سجلات الآشوريين (الليمو)، أشهرها «كسوف بور سغالي» حيث تمكن علماء الفلك الآشوريين من تحديد هذا الكسوف الذي حدث يوم 15 يونيو 763 ق.م.
توفي آشور دان الثالث سنة 755 ق.م وخلفه شقيقه آشور نيراري الخامس.

## حوادث من التراث المسيحي العراقي
يقال ان النبي يونان بن متي قام بانذار سكان العاصمة الاشورية نينوى في زمن الملك الاشوري (اشور دان الثالث)، والتي كان يربو عدد سكانها انذاك على 120 الف نسمة، بأن يتوبوا ويرجعوا إلى طريق الصواب لئلا يدمر الله مدينتهم، ولما استجاب الملك واهل تلك المدينة لأنذار الرب عفا عنهم ولم يدمرها. ولذلك يصوم أبناء الكنائس الشرقية في الشرق والغرب صوما لمدة ثلاثة أيام يسمى بصوم باعوثة نينوى، وذلك الصوم مأخوذ بالأصل من صوم أهل نينوى وانقطاعهم عن تناول الأكل والشرب لمدة ثلاثة أيام.